# المركز المصري للفيزياء النظرية
المركز المصري للفيزياء النظرية هو مؤسسة أكاديمية تجمع بين البحث العلمي والتعليم العالي لخريجي أقسام الفيزياء والرياضيات التطبيقية. تتمحور مهمة المركز حول دعم الأبحاث العلمية في مجالات فيزياء الطاقات الفائقة والكون، والرياضيات التطبيقية، بالإضافة إلى الحسابات العلمية.
يتعاون المركز حاليا ويعمل جاهدا على تكثيف الأبحاث والمشروعات العلمية المشتركة مع العديد من المؤسسات العلمية والعلماء المصريين والأجانب. أويقدر المركز بامتنان شديد المساندة الكريمة التي نالها من قبل وكالات ومنظمات وأفراد مصريين وغير مصريين.
يهدف المركز إلى خلق أجيال جديدة من العلماء المتخصصين في الفيزياء والرياضيات تكون قادرة على دعم البعد العلمي والدور الإستراتيجي لمؤسسات التعليم العالي من أجل جسر الهوة بين التطورات العلمية الهائلة وبين الاحتياجات المتزايدة للأجيال الشابة في عالم دائم التطور. وقد صممت البرامج العلمية في المركز من أجل دعم التطور المهني للعلماء الفيزياء والرياضيات قي مصر والعالم.
الأنشطة العلمية الحالية قي المركز تغطي فيزياء الجسيمات فائقة الطاقة والكون الوليد والأجرام السماوية وكذا الحسابات العلمية وفيزياء المفاعلات النووية. هذا الشمول يجعل من المركز مؤسسة علمية فريدة قي المنطقة العربية تعمل على توفير أجواء علمية تكافئ تلك التي توجد في الدول الصناعية.
المدير المؤسس للمركز هو أ.د. عبدالناصر توفيق

## وصلات خارجية
- الموقع الرسمي للمركز المصري للفيزياء النظرية
- الموقع الرسمي للمركز الدولي للفيزياء النظرية